# Estnische Volleyballnationalmannschaft der Männer
Die estnische Volleyballnationalmannschaft der Männer ist eine Auswahl der besten estnischen Spieler, die den Verband Eesti Võrkpalli Liit bei internationalen Turnieren und Länderspielen repräsentiert. Die Mannschaft entsteht 1991 nach dem Zerfall der Sowjetunion.

## Geschichte
Estland hat bisher an keiner Weltmeisterschaft teilgenommen und konnte sich nicht für Olympische Spiele qualifizieren. Auch World Cup und Weltliga fanden bisher ohne estnische Beteiligung statt.
Bei Europameisterschaften erreichte Estland 2009 Platz 14, 2011 Platz 12 und 2015 Platz 11. Dies war die bisher beste Platzierung, die bei den folgenden Turnieren bisher nicht wieder erreicht wurde.
In der Europaliga belegte Estland 2005 und 2006 jeweils den achten Platz. Nach einem vierten Platz 2015 gewannen die Esten 2016 den Wettbewerb. Diesen Erfolg konnten sie 2018 wiederholen.